# 植月村
植月村（うえつきそん）は、岡山県勝田郡にあった村。
廃止直前の植月村は、現在の勝田郡勝央町植月北、植月中、植月東、太平台 (一部)に当たる。

## 沿革
- 1889年6月1日 - 町村制施行に伴い、勝北郡植月北村、植月中村、植月東村、平村が合併し、植月村となる。大字植月中に役場を置く。
- 1900年4月1日 - 勝北郡が勝南郡と合併し、勝田郡となる。
- 1901年4月1日 - 大字平が勝田郡勝間田村に編入される。
- 1954年3月31日 - 勝田郡勝間田町、古吉野村、高取村および吉野村の内、大字豊久田の杉原地区以外と合併、勝央町となる。

## 地名の読み方
- 植月北（うえつききた）
- 植月中（うえつきなか）
- 植月東（うえつきひがし）
- 太平台（たいへいだい）
- 平（たいら）

## 現在の様子

### 郵便番号
- 709-4321 勝田郡勝央町太平台
- 709-4331 勝田郡勝央町植月北
- 709-4332 勝田郡勝央町植月東
- 709-4333 （勝田郡勝央町田井） → 吉野村
- 709-4334 （勝田郡勝央町平） → 勝間田町
- 709-4335 勝田郡勝央町植月中

709-432Xの残りの番号は高取村を参照。

### 教育

#### 保育園
- 勝央町立植月保育所

#### 小学校
- 勝央町立植月小学校（現・勝央町立勝央北小学校）

### 交通

#### 鉄道
旧村内を走る鉄道及びその駅なし

#### 道路

##### 高速道路
旧村内を走る高速道路なし

##### 国道
- 国道429号

##### 県道
- 主要地方道
  - 岡山県道67号勝央勝北線
- 一般県道
  - 岡山県道355号豊久田平線

### 河川・山岳

#### 河川
- 滝川
- 羽出川
- 今池川

### 寺院・神社

#### 寺院
- 万福寺
- 観音寺
- 慈圓寺

#### 神社
- 日吉神社
- 八幡神社

## その他
勝央町成立後、植月中の一部、旧勝間田町大字勝間田、大字平の各一部、旧高取村大字福吉の一部から太平台が誕生。太平台には勝央中核工業団地が広がる。